# Batalla de San José
La batalla de San José va tenir lloc el 25 d'abril de 1811, durant la guerra de la independència de l'Uruguai.

## Història
La tradició assenyala el començament de la voluntat d'independència de la Banda Oriental (actual Uruguai) el 28 de febrer de 1811, el dia del Grito de Asencio. Seguint l'exemple de l'Argentina a Buenos Aires, i en un principi totalment d'acord amb la junta separatista que va governar aquesta ciutat i sota el seu lideratge, els orientals —com s'anomenaven els uruguaians abans de la independència— es van aixecar en armes contra el govern colonial espanyol, representat a Montevideo pel virrei Francisco Javier de Elío.
Els patriotes van prendre diversos pobles i els primers enfrontaments entre els separatistes i els reialistes no van trigar a produir-se. Els espanyols es van retirar a la ciutat de San José de Mayo, perseguits pels seus adversaris. El 25 d'abril, Venancio Benavídez va atacar i va infligir una severa derrota, guanyant el primer combat dels conflictes més destacats.
Durant la batalla, el capità Manuel Antonio Artigas, germà de l'heroi de la independència de l'Uruguai, José Gervasio Artigas, va ser ferit mortalment.
El 18 de maig de 1811, els orientals van derrotar els espanyols a la batalla de Las Piedras. Aquest nou èxit va obrir el camí a Montevideo, on el virrei es va refugiar amb la seva flota i les seves últimes tropes, i fou assetjat.